# Bomben (1953)
Bomben (engelska: Time Bomb) är en brittisk thrillerfilm från 1953 i regi av Ted Tetzlaff, baserad på Kem Bennetts bok Death at Attention.

## Handling
En terrorist har placerat en bomb ombord på ett tåg.

## Om filmen
Filmen hade premiär i USA den 14 juli 1953 och i Sverige den 25 januari 1954.

## Rollista i urval
- Glenn Ford - Major Peter Lyncort
- Anne Vernon - Janine Lyncort
- Maurice Denham - Jim Warilow
- Harcourt Williams - kyrkoherde
- Victor Maddern - sabotör
- Harold Warrender - Sir Evelyn Jordan
- John Horsley - konstapel Charles Baron
- Campbell Singer - kommissarie Brannon
- Bill Fraser - konstapel J. Reed
- Herbert C. Walton - Old Charlie
- Martin Wyldeck - sergeant Collins
- Arthur Hambling - tågförare
- Harry Locke - brandman på tåg
- Frank Atkinson - vakt
- Ernest Butcher - Martindale
- Jean Anderson - husmor (ej krediterad)